# Feixisme britànic
El feixisme britànic és la forma del feixisme promogut per alguns partits polítics i moviments dins el Regne Unit. Es fonamenta en l'ultranacionalisme britànic, i va incorporar aspectes de nazisme i feixisme italià tant abans com després de Segona Guerra Mundial.
Alguns exemples històrics dels moviments feixistes a la Gran Bretanya inclouen els Feixistes Britànics (1923–1934), la Lliga Feixista Imperial (1929–1939), la Unió Britànica de Feixistes (1932–1940), la Lliga Britànica d'Exmilitars i Dones (1937–1948) i l'Union Movement (1948–1978). Més exemples recents de grups feixistes britànics inclouen el Moviment Britànic (1968–1983), Front Nacional (1967–present), Partit Nacional Britànic (1982–present), Britain First (2011–present), National Action (2013–2017), i el Sonnenkrieg Division (2015–2020).

## Orígens ideològics

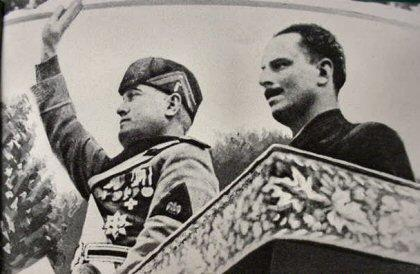
Itàlia Duce Benito Mussolini (esquerra) amb Oswald Mosley (dreta) de la BUF durant la visita de Mosley a Itàlia el 1936

El feixisme britànic reconeix la inspiració i llegat del feixisme italià, però també defensa que no és una mera aplicació d'un «ideari» estranger, ja que al·leguen que la seva ideologia té arrels dins de tradicions britàniques. El feixisme britànic defensa que tant la seva agenda econòmica i política pretén encarnar l'Anglaterra Tudor (1485–1603). Així doncs, afirma que la seva defensa d'un estat nacional autoritari centralitzat es basa en l'hostilitat de l'estat Tudor cap a la divisió dels partits polítics i els interessos partidistes, i en l'objectiu Tudor d'integració nacional mitjançant un estat autoritari centralitzat. Els partidaris veuen l'estat Tudor com un prototip d'estat feixista. El 1935 AL Glasfurd, membre de la Unió Britànica de Feixistes (BUF), va elogiar la submissió a Enric VII dels «barons sense llei que havien provocat les Guerres de les Roses»; també va elogiar la «dictadura dels Tudor» per introduir polítiques nacionals i restriccions a l'exportació de capital anglès per part d'especuladors privats. Glasfurd també va elogiar l'estat Tudor per instituir una economia planificada que, segons ell, era un predecessor de la planificació econòmica nacional «científica» del feixisme.
El feixisme britànic també reivindica el llegat d'Oliver Cromwell, que va dominar les illes britàniques a la dècada de 1650; Oswald Mosley va afirmar que Cromwell va provocar «la primera època feixista a Anglaterra». El teòric polític anglès Thomas Hobbes a la seva obra Leviatan (1651) va sistematitzar la ideologia de l'absolutisme que defensava una monarquia absoluta totpoderosa per mantenir l'ordre dins d'un estat. La teoria de l'absolutisme de Hobbes va tenir una gran influència en la teoria feixista. El feixisme britànic afirma que la seva política econòmica corporativista concorda amb el sistema de gremis medieval d'Anglaterra. La regulació gremial il·lustrada de salaris, preus i condicions de treball esdevenen un precedent per a un sistema econòmic corporativista feixista britànic.
El feixisme britànic propugnat per la BUF també va estar profundament influenciat pel filòsof alemany Oswald Spengler, concretament en la seva obra La decadència d'Occident (1918–1922). No obstant això, Mosley va argumentar que Spengler s'equivocava en el seu pessimisme cultural, en canvi, va afirmar que el feixisme basat en la ciència moderna podria rejovenir la cultura occidental. Va arribar a veure el feixisme com un «motí contra el destí», escrivint que «l'ascens de la doctrina nacionalsocialista i feixista a tot Europa representa, en el determinisme històric, l'esforç suprem de l'home modern per desafiar i superar el destí humà que en totes les civilitzacions anteriors ha ordenat una caiguda irrecuperable». Va argumentar que «la biologia comença a ensenyar de nou que la determinació voluntària de l'espècie d'elevar-se per sobre de les limitacions de l'entorn material és el factor dominant en l'evolució. […] De fet, totes les tendències de la ciència moderna ens assegura que amb un esforç magnífic l'esperit humà pot volar més enllà de la restricció del temps i de les circumstàncies.» Mosley va sintetitzar els valors nietzscheans i cristians.

## Principis

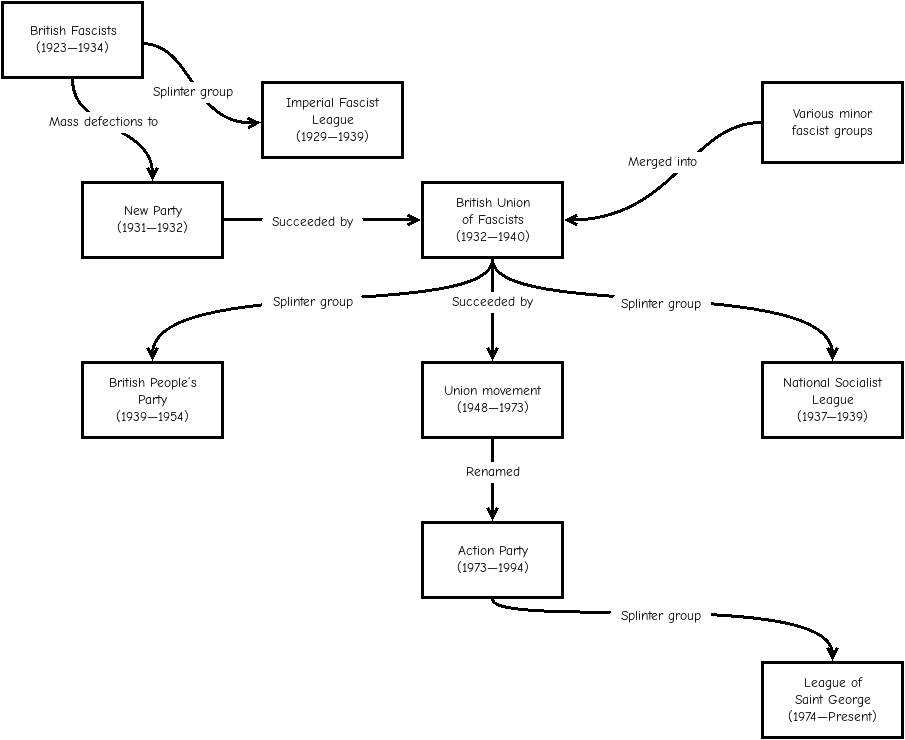
Un diagrama de flux que mostra la història del primer moviment feixista britànic

### Nacionalisme i racisme
El feixisme britànic es basa en el nacionalisme britànic. La Unió Britànica de Feixistes (BUF) va intentar unificar la nació britànica revertint la divisió sectària entre els britànics protestants i catòlics, i en particular va intentar atraure els irlandesos catòlics que vivien a Gran Bretanya. La BUF va declarar el seu suport a la completa tolerància religiosa. El líder de la BUF, Sir Oswald Mosley, va posar èmfasi en la «Connexió irlandesa» i la BUF tenia branques religioses tant protestants com catòliques. Mosley va condemnar el govern liberal de David Lloyd George per ser responsable de permetre represàlies entre catòlics i protestants a Irlanda. Com a resultat de l'enfocament conciliador de la BUF amb els catòlics, va obtenir un suport substancial entre els catòlics, i diversos líders de la BUF a Hull, Blackburn i Bolton eren catòlics. El suport dels irlandesos catòlics a Stepney a la BUF va augmentar després de l'esclat de la Guerra Civil espanyola que va implicar forces clericals tradicionalistes i feixistes que lluitaven contra un govern anticlerical.
En qüestions racials, els diferents moviments feixistes britànics van mantenir polítiques diferents. El feixisme britànic de la BUF de Mosley creia que la cultura creava diferències nacionals i racials, una política més propera a les opinions sobre la raça del feixisme italià que del nazisme alemany. Inicialment la BUF no era explícitament antisemita i de fet es basava en les opinions sobre la raça del sociòleg jueu austríac Ludwig Gumplowicz i l'antropòleg escocès Arthur Keith. Mosley va defensar més tard de manera destacada la teoria de Spengler. El feixisme britànic de la Lliga Feixista Imperial d'Arnold Leese va promoure la política racial pronazi inclòs l'antisemitisme.
Hi va haver petits grups feixistes i de curta durada a diverses universitats com Oxford, Cambridge, Birmingham, Liverpool i Reading. Mosley va organitzar una sèrie de reunions públiques de la seva Unió Britànica de Feixistes (formada el 1932) a ciutats universitàries, que sovint van acabar en conflictes entre els partidaris i l'oposició, seguit de violència.

### Polítiques exteriors
El feixisme britànic era no intervencionista i argumentava en contra de la guerra quan no era en defensa del Regne Unit o de l'Imperi Britànic. Creia que l'única amenaça per a l'Imperi Britànic era de la Unió Soviètica. En defensa d'aquesta política, Mosley va assenyalar Benjamin Disraeli que s'oposava a la guerra amb Turquia pel maltractament als armenis.
Les polítiques corporativistes també s'estenen a l'imperi. Es va veure com a natural que els dominis acceptessin aquestes polítiques, ja que els seria beneficiós. L'expansió de les polítiques corporativistes també hauria portat a un major control de l'Índia i els feixistes britànics van argumentar que hi hauria millorat les condicions de treball.
Tot i ser un moviment feixista, el feixisme britànic pretenia ser democràtic. La UBF va declarar el seu suport a un estat democràtic i Mosley ho va descriure en relació amb el suport de la UBF al corporativisme com «una nació sorgeix organitzada en el paral·lel diví del cos humà com el seu nom indica. Cada òrgan té un paper en relació amb el tot i en harmonia amb el tot».

### Política econòmica
En matèria econòmica, el feixisme britànic es va oposar tant al socialisme com a l'economia del laissez-faire, ja que el consideraven un sistema antiquat i va proposar, en canvi, un sistema econòmic nacional sindicalista guiat per un estat corporatiu. La BUF va denunciar el capitalisme, amb declaracions de Mosley com: «El capitalisme és un sistema pel qual el capital utilitza la nació per als seus propis propòsits. El feixisme és un sistema pel qual la nació empra el capital per als seus propis propòsits». Va continuar dient que «l'empresa privada no està permesa quan entra en conflicte amb els interessos nacionals». Al mateix temps, la BUF també va denunciar el socialisme, i Mosley va escriure que l'estat feixista «no intentarà conduir la indústria com ho faria sota el socialisme, en canvi, l'Estat establirà els límits dins dels quals pot operar la indústria, i aquests límits suposaran el benestar nacional. Es permetrà i fomentarà la propietat privada, sempre que aquesta activitat enriqueixi la nació i l'individu.» El feixisme britànic «requereix la més àmplia difusió i propietat del capital possible» i «s'oposa tant al principi socialista de propietat estatal com al principi capitalista de concentració del capital en mans d'uns pocs explotadors».

### Tradicionalisme i modernisme
La BUF va declarar el seu suport a la monarquia britànica, ja que considerava que la monarquia era una institució beneficiosa pel seu paper a l'hora de portar la Gran Bretanya a la preeminència al món, i un símbol de l'esplendor imperial britànica. El seu suport va arribar fins a la «lleialtat absoluta a la Corona» amb Mosley dient que els feixistes britànics pretenien «mantenir la seva dignitat en tots els sentits».
També va declarar el seu suport a la completa tolerància religiosa, però també va declarar que pretenia fusionar les esferes religioses i seculars de la nació, en una «harmonia més gran» entre l'església i l'estat, a través del suport a la representació política dels principals clergues a la Cambra dels Lords i l'ajut de l'estat a les escoles religioses per als qui les reclamaven. La BUF va declarar el seu suport al cristianisme i la seva oposició a l'ateisme, dient que «l'ateisme morirà sota la Unió Britànica; el cristianisme trobarà l'estímul i seguretat, que li permetrà prosperar per a la glòria del seu Creador».
La BUF va subratllar la necessitat que Gran Bretanya estigués vinculada a la modernitat, especialment en l'àmbit econòmic. Mosley ho havia declarat el 1931 com a resposta a l'inici de la Gran Depressió: «hem d'afrontar els problemes moderns amb les ments modernes, llavors hauríem de ser capaços de superar aquest gran problema econòmic i l'emergència nacional molt per sobre de les turbulències partidistes i amb unitat nacional podria aconseguir una solució adequada al problema i digna de la ment moderna». Van trobar que «els diners invertits en investigació científica i tècnica [era] absurdament inadequats».

## Nacionalisme paneuropeu britànic
Després de la derrota de les potències de l'Eix el 1945, Sir Oswald Mosley va fundar l'Union Movement (UM) com a successor de la BUF de postguerra. L'Union Movement es va apartar de l'enfocament de la BUF en el nacionalisme britànic i es va centrar en la promoció de la idea del nacionalisme paneuropeu.